# Anina Bennett
Anina Bennett és una escriptora, editora de còmics i productora nord-americana. Algunes de les obres famoses en les quals ha format part són el còmic / còmic del robot Boilerplate o diversos còmics de Dark Horse que ha produït. Anina Bennett forma part dels equips conformats per marit i muller juntament amb Paul Guinan que han col·laborat a la impremta des del 1989. Bennett i Guinan van crear Heartbreakers aquell mateix any. Aquesta sèrie va ser innovadora, ja que va ser una de les primeres que va comptar amb clons i un grup d'herois femenines del còmic. Actualment treballa amb Guinan en la novel·la gràfica històrica, Imperi Asteca.

## Carrera inicial
Anina Bennett és de Chicago i va començar la seva carrera treballant com a editora de diversos títols de First Comics i Dark Horse Comics. Es va casar amb Paul Guinan el 1991 i es va traslladar amb ell a Portland, Oregon.

## Boilerplate
L'obra més famosa de Paul Guinan i Anina Bennett és probablement Boilerplate, una sèrie sobre un robot fictici que hauria existit a l'època victoriana i principis del segle xx. Originalment aparegut en un lloc web creat per Guinan el 2000, Boilerplate detalla la història d'un notable robot construït a finals del segle xix i compta amb "imatges d'arxiu" photoshopped. En realitat, el robot té una 12 polzades (30 cm) model articulat que es va veure interactuant amb personatges històrics, com Teddy Roosevelt i Pancho Villa, el famós bandoler mexicà que va envair Amèrica durant la batalla de Columbus el 9 de març de 1916. Edward Wyatt del New York Times va anomenar boilerplate "Deliciosament detallat". En un moment, fins i tot JJ Abrams va voler desenvolupar un projecte amb el robot de 1893.

## Seminaris
Paul Guinan i Anina Bennett són habituals de l'escena del còmic i sovint imparteixen seminaris. Bennett també forma part d'Amics de Lulu i de l'organització artística femenina, Siren Nation. Tots dos promocionen els còmics a les dones i animen les dones a entrar al complex industrial del còmic.

## Treball multimèdia
|                      | Títol                                                         | Paper    | Data d'inici         |
| -------------------- | ------------------------------------------------------------- | -------- | -------------------- |
|                      | Disgustadors                                                  | Creadora | 1989                 |
|                      | L'inventor Phillip Louis (Phil) Perew de Tonawanda, Nova York | Creadora |                      |
| Còmics de Dark Horse | Cheval Noir                                                   | Editora  | 1989-1994            |
| Còmics de Dark Horse | Aliens: Salvation                                             | Editora  | 2013                 |
| Còmics de Dark Horse | Extraterrestres                                               | Artista  | 13 de febrer de 2013 |
| Còmics de Dark Horse | Exmnibus Nexus                                                | Editora  | 2016                 |

Llibres publicats
- Bennett, Anina. Heartbreakers Bust Out.  Image Comics, 1997. ISBN 9781887279499.9781887279499 - Total de pàgines: 168
- Guinan, Paul. Heartbreakers Superdigest, Volume 2.  Image Comics, 1999. ISBN 9781582401249.9781582401249 - Total de pàgines: 96
- Guinan, Paul; Bennett, Anina (2012). Boilerplate: Marvel's Mechanical Marvel. Abrams.ISBN 9781613120316 ISBN 9781613120316. - Total de pàgines: 168
- Guinan, Paul; Bennett, Anina (2012). Frank Reade. Harry N. Abrams.ISBN 9780810996618 ISBN 9780810996618. - Total de pàgines: 176

## Còmic Con
Anina Bennett va ser convidada oficial dels següents:
- Comic-Con de San Diego 2011
- 2013 Stumptown Comics Fest
- 2013 Kumoricon